# Fennera
Fennera is een geslacht van kreeftachtigen uit de klasse van de Malacostraca (hogere kreeftachtigen).

## Soorten
- Fennera chacei Holthuis, 1951
- Fennera holthuisi Marin, 2011